# Entodontopsis tavoyensis
Entodontopsis tavoyensis là một loài Rêu trong họ Stereophyllaceae. Loài này được (Hook. ex Harv.) W.R. Buck & Ireland mô tả khoa học đầu tiên năm 1985.